# NGC 2908
NGC 2908 je galaksija u zviježđu Zmaju.

## Vanjske poveznice
- SEDS: NGC 2908